# Бочаров, Виктор Иванович
Ви́ктор Ива́нович Бочаро́в (род. 23 октября 1933, Зырянское) — российский политический деятель, начальник комбината «Якутуглестрой» по строительству Южно-Якутского территориально-производственного комплекса, Нерюнгринский район Якутской АССР. Герой Социалистического Труда (1985). Депутат Верховного Совета РСФСР. Кандидат в вице-президенты РСФСР у А. М. Тулеева на выборах 1991 года.

## Биография
Родился в 1933 году в селе Зырянское Западно-Сибирского края области в семье военного. В детстве жил в Новосибирске, Куйбышеве. После того как его отца репрессировали семью сослали в Анжеро-Судженск, где он окончил школу. В 1951 году поступил в Томский Политехнический институт, который окончил в 1956 году по специальности инженер — механик. После института работал на заводе в Новокузнецке (Кузнецкие металлоконструкции), затем в Анжеро-Судженске, где работал с 1958 г. по 1961 г. начальником строительного управления.
В 1961 г. был назначен начальником Бирюлинского СУ треста Кемеровошахтострой по строительству крупной Бирюлинской ЦОФ в г. Березовском. После ввода фабрики в эксплуатацию в 1968 году был назначен управляющим треста Кемеровошахтострой Минуглепрома СССР и награждён орденом Трудового Красного Знамени. Управляющим треста проработал до 1975 года, избирался членом бюро горкома партии.
В 1975 г. был направлен на строительство Южно — Якутского территориального промышленного комплекса и города Нерюнгри, который строился по Постановлению ЦК КПСС и Совмина СССР на компенсационной основе с Японией, где проработал в должности начальника строительства до 1986 г. За выполнение задания Правительства 28 августа 1985 года был удостоен звания Героя Социалистического Труда.
С 1975 г. трижды избирался Депутатом Верховного Совета ЯАССР. После выполнения задания по строительству комплекса был назначен в 1986 году заместиетелем Министра угольной промышленности СССР в Москве, где работал до 1988 года. В мае 1986 г. принимал участие в ликвидации аварии на Чернобольской АС. В 1988 году по личной просьбе направлен на работу в Кузбасс на должность начальника комбината «Кузбассшахтострой» Минуглепрома СССР (40 тыс. человек работающих), где проработал до пенсии до 1998 г.
В 1990—1993 годах — депутат Съезда народных депутатов России от Кузбасса.
В 1997 участвовал в первых губернаторских выборах в 1997 году.
Кандидат технических наук. Женат, имеет двух дочерей. Супруга Нина Петровна. В настоящее время является Председателем областной общественной благотворительной некоммерческой организации «Герои СоцТруда Кузбасса».

## Награды
- Герой Социалистического Труда
- Орден Ленина
- Орден Трудового Красного Знамени (дважды)
- Орден Дружбы народов
- Орден «За заслуги перед Отечеством» (1996)
- Ордена Монголии и КНДР.
- Почётный гражданин города Нерюнгри